# مدار ۶۶ درجه جنوبی
مدار ۶۶ درجه جنوبی، دایره‌ای از عرض جغرافیایی است که در ۶۶ درجهٔ جنوبی خط استوا  قرار دارد.

## گذر از مناطق
از نصف‌النهار مبدأ شروع می‌شود و به سمت مشرق ۶۶ درجه جنوبی از موارد زیر گذر می‌کند:
| مختصات‌ها                                             | کشور، قلمرو یا دریا | توضیحات                                                    |
| ---------------------------------------------------- | ------------------- | ---------------------------------------------------------- |
| ۶۶°۰′ جنوبی ۰°۰′ شرقی / ۶۶٫۰۰۰°جنوبی ۰٫۰۰۰°شرقی      | اقیانوس منجمد جنوبی | South of the اقیانوس اطلس South of the اقیانوس هند         |
| ۶۶°۰′ جنوبی ۵۱°۵۷′ شرقی / ۶۶٫۰۰۰°جنوبی ۵۱٫۹۵۰°شرقی   | جنوبگان             | Territory claimed by استرالیا                              |
| ۶۶°۰′ جنوبی ۵۵°۴۳′ شرقی / ۶۶٫۰۰۰°جنوبی ۵۵٫۷۱۷°شرقی   | اقیانوس منجمد جنوبی | South of the اقیانوس هند                                   |
| ۶۶°۰′ جنوبی ۸۱°۳۶′ شرقی / ۶۶٫۰۰۰°جنوبی ۸۱٫۶۰۰°شرقی   | جنوبگان             | Territory claimed by استرالیا                              |
| ۶۶°۰′ جنوبی ۸۲°۳۲′ شرقی / ۶۶٫۰۰۰°جنوبی ۸۲٫۵۳۳°شرقی   | اقیانوس منجمد جنوبی | South of the اقیانوس هند                                   |
| ۶۶°۰′ جنوبی ۸۷°۴۵′ شرقی / ۶۶٫۰۰۰°جنوبی ۸۷٫۷۵۰°شرقی   | جنوبگان             | Territory claimed by استرالیا                              |
| ۶۶°۰′ جنوبی ۸۸°۱′ شرقی / ۶۶٫۰۰۰°جنوبی ۸۸٫۰۱۷°شرقی    | اقیانوس منجمد جنوبی | South of the اقیانوس هند, گذرکردن از جنوب Drygalski Island |
| ۶۶°۰′ جنوبی ۹۵°۳۰′ شرقی / ۶۶٫۰۰۰°جنوبی ۹۵٫۵۰۰°شرقی   | جنوبگان             | Territory claimed by استرالیا                              |
| ۶۶°۰′ جنوبی ۱۰۴°۸′ شرقی / ۶۶٫۰۰۰°جنوبی ۱۰۴٫۱۳۳°شرقی  | اقیانوس منجمد جنوبی | South of the اقیانوس هند                                   |
| ۶۶°۰′ جنوبی ۱۱۱°۸′ شرقی / ۶۶٫۰۰۰°جنوبی ۱۱۱٫۱۳۳°شرقی  | جنوبگان             | Territory claimed by استرالیا                              |
| ۶۶°۰′ جنوبی ۱۱۳°۵۲′ شرقی / ۶۶٫۰۰۰°جنوبی ۱۱۳٫۸۶۷°شرقی | اقیانوس منجمد جنوبی | South of the اقیانوس هند                                   |
| ۶۶°۰′ جنوبی ۱۲۱°۱۸′ شرقی / ۶۶٫۰۰۰°جنوبی ۱۲۱٫۳۰۰°شرقی | جنوبگان             | Territory claimed by استرالیا                              |
| ۶۶°۰′ جنوبی ۱۲۱°۴۴′ شرقی / ۶۶٫۰۰۰°جنوبی ۱۲۱٫۷۳۳°شرقی | اقیانوس منجمد جنوبی | South of the اقیانوس هند                                   |
| ۶۶°۰′ جنوبی ۱۲۹°۲۹′ شرقی / ۶۶٫۰۰۰°جنوبی ۱۲۹٫۴۸۳°شرقی | جنوبگان             | Territory claimed by استرالیا                              |
| ۶۶°۰′ جنوبی ۱۳۰°۵′ شرقی / ۶۶٫۰۰۰°جنوبی ۱۳۰٫۰۸۳°شرقی  | اقیانوس منجمد جنوبی | South of the اقیانوس هند                                   |
| ۶۶°۰′ جنوبی ۱۳۴°۳۲′ شرقی / ۶۶٫۰۰۰°جنوبی ۱۳۴٫۵۳۳°شرقی | جنوبگان             | Territory claimed by استرالیا                              |
| ۶۶°۰′ جنوبی ۱۳۵°۲۱′ شرقی / ۶۶٫۰۰۰°جنوبی ۱۳۵٫۳۵۰°شرقی | اقیانوس منجمد جنوبی | South of the اقیانوس هند South of the اقیانوس آرام         |
| ۶۶°۰′ جنوبی ۶۵°۲۱′ غربی / ۶۶٫۰۰۰°جنوبی ۶۵٫۳۵۰°غربی   | جنوبگان             | شبه‌جزیره جنوبگانی, claimed by آرژانتین, شیلی and بریتانیا  |
| ۶۶°۰′ جنوبی ۶۰°۱۸′ غربی / ۶۶٫۰۰۰°جنوبی ۶۰٫۳۰۰°غربی   | اقیانوس منجمد جنوبی | South of the اقیانوس اطلس                                  |